# سومان شاه
سومان شاه (بالإنجليزية: Suman Shah)‏ (1 نوفمبر 1939 في الهند)؛ روائي هندي.